# Карловський Болеслав Михайлович
Карло́вський Болесла́в Миха́йлович (10 червня 1926 , Київ, Київська округа, Українська СРР, СРСР  — 8 квітня 1990 , Київ ) — український радянський скульптор, член Спілки художників УРСР (1974).

## Біографія
Учасник Німецько-радянської війни, нагороджений медаллю «За перемогу над Німеччиною у Великій Вітчизняній війні 1941–1945 рр.». У 1954 році закінчив Київський художній інститут. Працював в галузі станкової та монументальної скульптури.

## Творчість

### Пам'ятники
- Пам'ятник на честь радянських воїнів-визволителів у Ковелі. У співавторстві з В. П. Вінайкіним, В. К. Жигуліним (1977)
- Погруддя Т. Г. Шевченка в Житомирі. Скульптор Б. М. Карловський, архітектор П. М. Бірюк (бронза, 1979)[1].
- Пам'ятник В. І. Леніну в Євпаторії. Скульптор Б. М. Карловський, архітектор О. І. Агасієв (бронза, 1984)[2].

### Скульптурні композиції
- «Праця», що прикрашає міст через Дніпро поблизу станції метро «Дніпро» у Києві (оргскло, 1960, металізований залізобетон, 1964, у співавторстві з Е. М. Кунцевичем).
- Барельєф В. І. Леніна на станції метро «Жовтнева» (нині — «Берестейська») у Києві (бронза, 1971)

## Сім'я
- Син — Михайло Карловський (нар. 25.05.1968) — художник, член Національної спілки художників України (з 1995)[3].

## Зображення

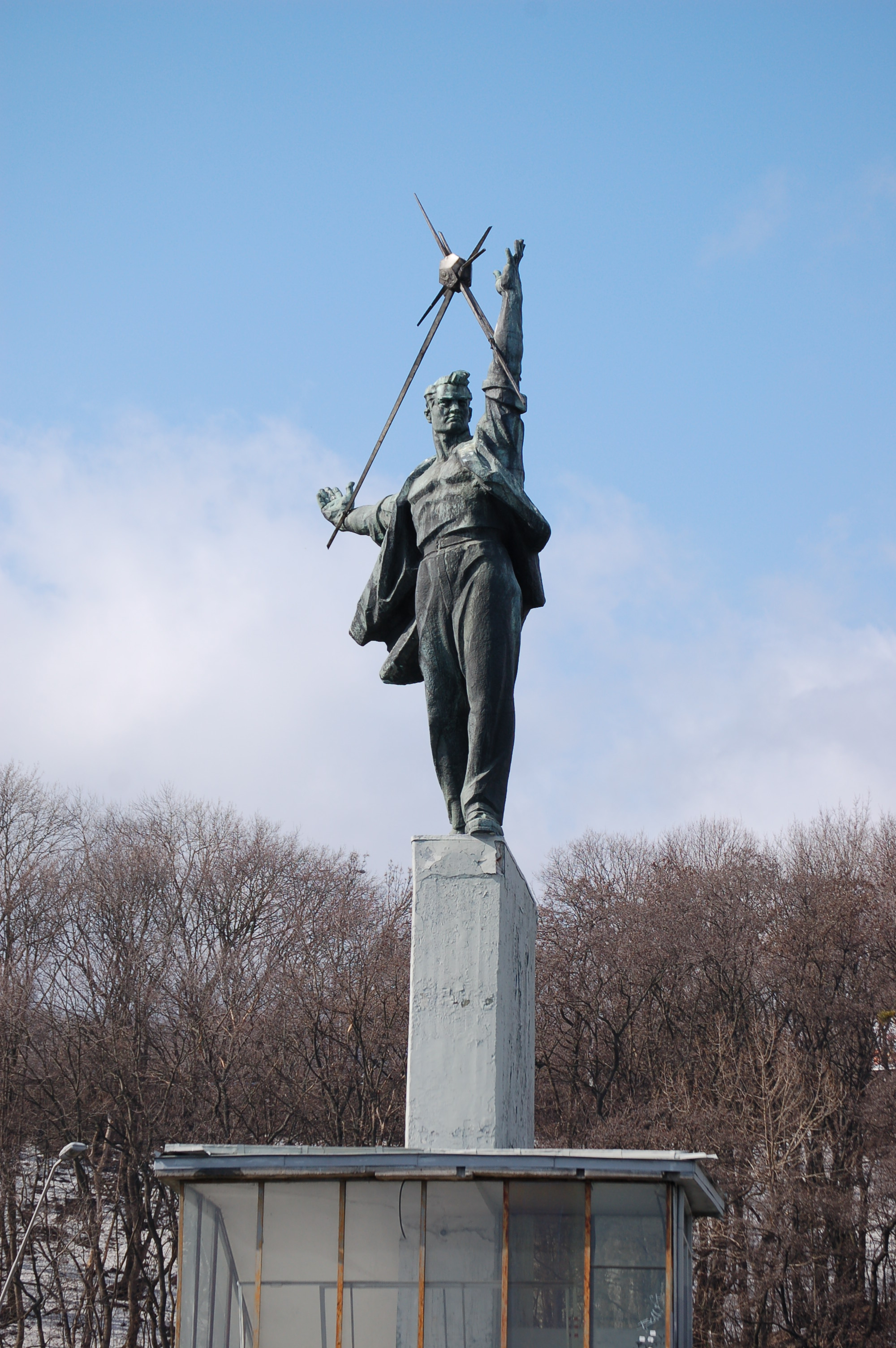
Монументальна скульптура «Праця» на станції метро «Дніпро»
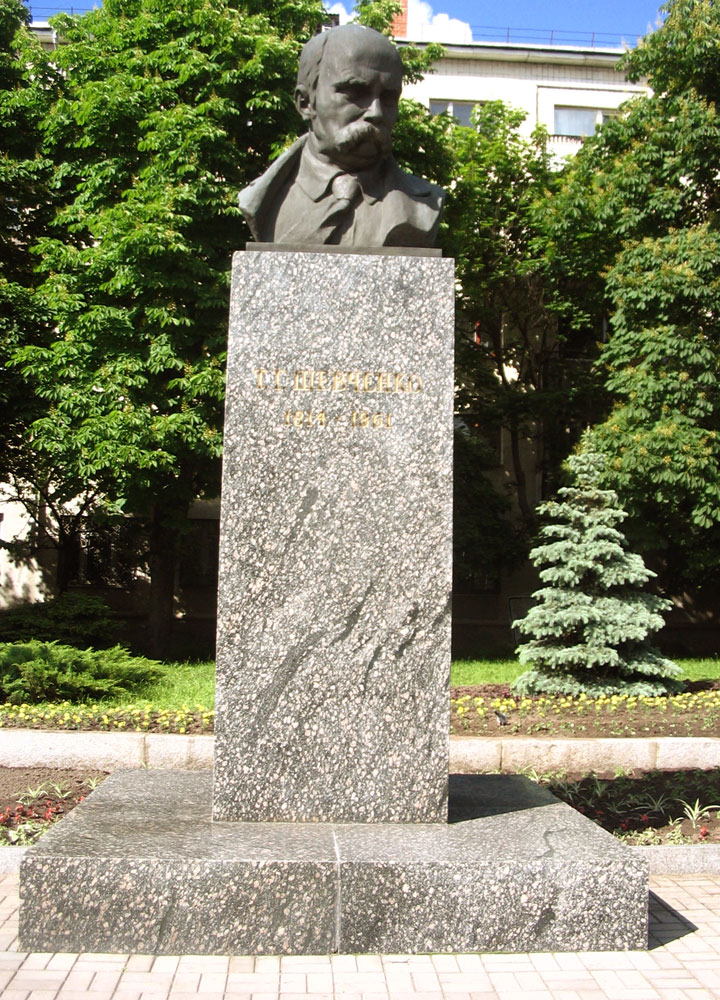
Погруддя Тараса Шевченка у Житомирі